# Euplectus mutator
Euplectus mutator är en skalbaggsart som beskrevs av Fauvel 1895. Euplectus mutator ingår i släktet Euplectus, och familjen kortvingar. Arten är reproducerande i Sverige.